# Pilinszky Zsigmond
Pilinszky Zsigmond (Budapest, 1883. május 5. – Budapest, 1957. december 9.) operaénekes (tenor).

## Életútja
Diákkorában harangöntő akart lenni, miután egy ideig nagybátyja harangöntőjében gyakornokoskodott. Azonban mégis rászánta magát a művészpályára és amint befejezte énektanulmányait, 1908-ban színpadra lépett. 1910 áprilisában felvették az Országos Színészegyesület kötelékébe. 1913-ban Miskolcon működött Palágyi Lajosnál, majd onnan az Operához szerződtették. 1924-ben amerikai turnén járt, visszatérve ismét tagja lett az Operának. 1925. október 29-én itt első ízben énekelte Tannhäusert, komoly sikerrel, 1926. április 25-én pedig Bánk bánt vette át első ízben és ekkor is hatásosan adta a gőgös nagyúr szerepét. 1928 szeptemberében a berlini városi operaház tagja lett, ahol első fellépte a Lohengrinben volt. 1929. május 17-én mint vendég fellépett a Városi Színházban a Tannhäuser címszerepében, ugyanerre meghívták 1930 nyarára a bayreuthi Wagner-színházba. 1930 és 1934 között állandó vendégfellépő volt az Operaházban, majd 1938 és 1944 között az intézmény tagja, 1944-ben énekmestere lett. 1945 és 1955 között külföldön élt, majd hazatért Budapestre. Neje Edvi Illés Erzsébet volt, akivel 1921. augusztus 3-án kötött házasságot.

## Fontosabb szerepei
- Lohengrin (Wagner: Lohengrin)
- Tannhäuser (Wagner: Tannhäuser)
- Siegfried (Wagner: Istenek alkonya)
- Pinkerton (Puccini: Pillangókisasszony)
- Sámson (Saint-Saëns: Sámson és Delila)
- Bánk bán (Erkel Ferenc: Bánk bán)
- Alfréd (Strauss: Denevér)